# Faculté de relations internationales et de sciences politiques de l'université Jagellonne

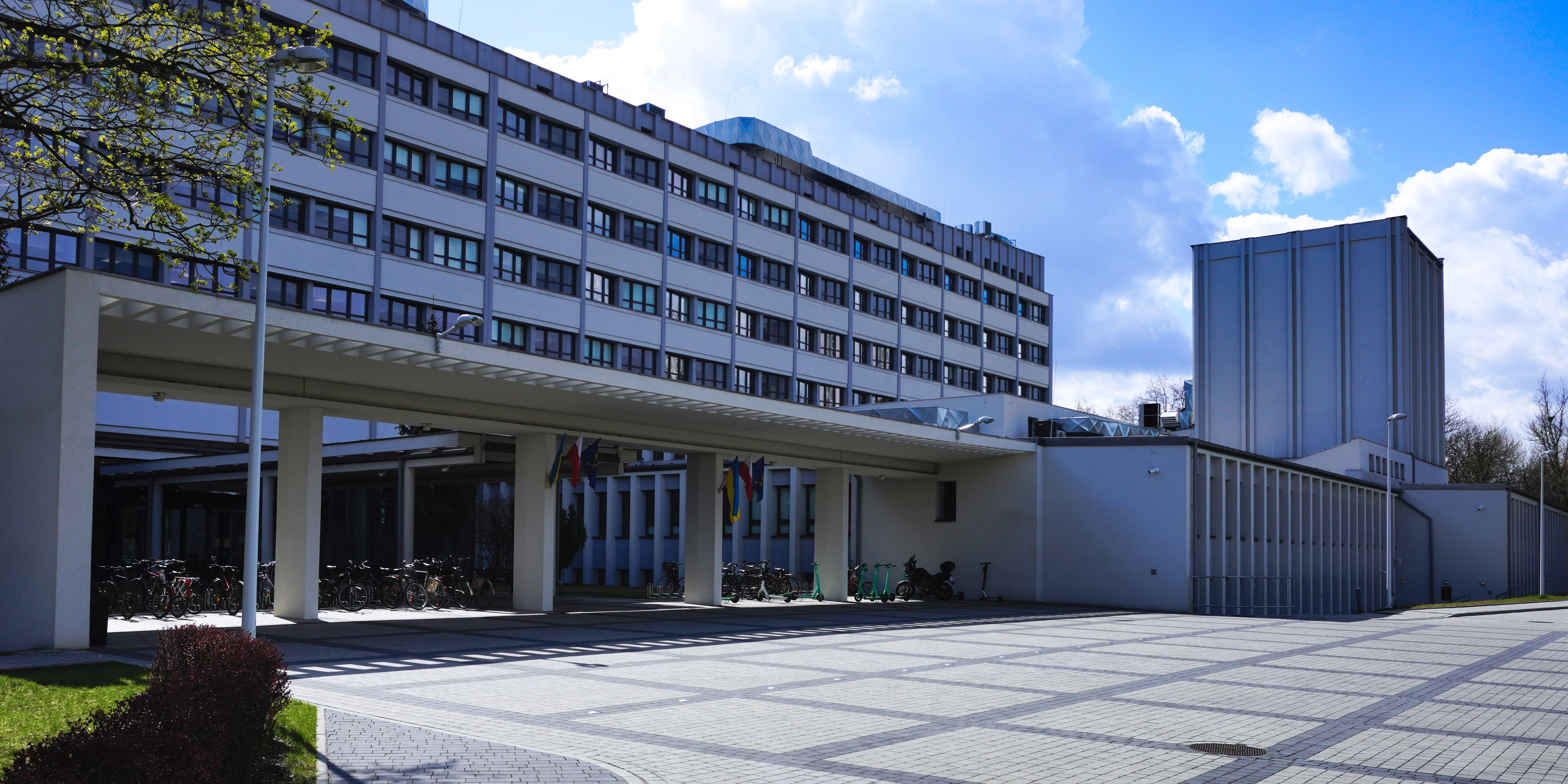
Bâtiment de la faculté d'études internationales et politiques.

La Faculté de relations internationales et de sciences politiques de l’université Jagellonne (Wydział Studiów Międzynarodowych i Politycznych Uniwersytetu Jagiellońskiego) a été créée le 20 décembre 2000. Elle était encore récemment la plus jeune faculté de l'université. 

## Direction de la faculté
Le doyen de la WSMiP est pour le mandat 2024-2028 le professeur Piotr Bajor (pl) qui succède à Paweł Laidler (d) en poste de 2020 à 2024, devenu vice-recteur de l'université.
Liste des doyens
source : site de la faculté:
- Andrzej Mania (pl) (2001–2002)
- Wiesław Kozub-Ciembroniewicz (pl) (2002–2008)
- Bogdan Szlachta (pl) (2008–2016)
- Zdzisław Mach (2016–2020)
- Andrzej Porębski (d) (2019–2020) – intérim
- Paweł Laidler (pl) (2020–2024)
- Piotr Bajor (pl) (2024-2028)

## Organisation
- Institut de sciences politiques et de relations internationales (Instytut Nauk Politycznych i Stosunków Międzynarodowych)
- Institut d'études européennes de l'université Jagellonne (Instytut Europeistyki Uniwersytetu Jagiellońskiego)
- Institut d'études américaines et de la diaspora polonaise (Instytut Amerykanistyki i Studiów Polonijnych)
- Institut d'études régionales (Instytut Studiów Regionalnych)
- Institut d'études russes et est-européennes (Instytut Rosji i Europy Wschodniej)
  -     - Chaire d'études ukrainiennes
- Institut d'études orientales (Instytut Bliskiego i Dalekiego Wschodu)
- Institut Confucius de Cracovie
- Collège d'Europe à Zakopane

### Sources
- Institut de sciences politiques et de relations internationales